# 孫枝蔚
孫枝蔚（1620年—1687年），字叔发，号豹人、焦获、溉堂，陝西三原人。
三原孙氏为世代大贾，在扬州经营盐业。其父孫振生是贡生出身，定居扬州府江都县。枝蔚生於万历四十八年（1620年），十五岁为诸生，與方文、王又旦有往來，体貌魁梧，性直，好讲兵事。明末天下大亂，李自成入关，持刀殺賊，遭到失败。明亡後逃至扬州，继承祖业，经营盐业，長年縱橫商賈，致为千金富，又散盡千金，交友会诗。后又弃商从文，以诗闻名。其诗沉雄奇古兴至即书，不事雕饰。康熙十八年（1679年）舉博學鴻儒科，授中書舍人，年近六十，魏禧序其诗说“冲口而出，摇笔而书，磅礴奥衍，不可窥测”。清圣祖康熙二十六年（1687年）去世，年六十八岁。
孫枝蔚著有《溉堂前集》九卷、《後集》六卷、《續集》六卷、《文集》五卷、《詩餘》二卷。

## 延伸阅读
[在维基数据编辑]
 《清史稿/卷484》，出自趙爾巽《清史稿》